# Christoph Auerböck

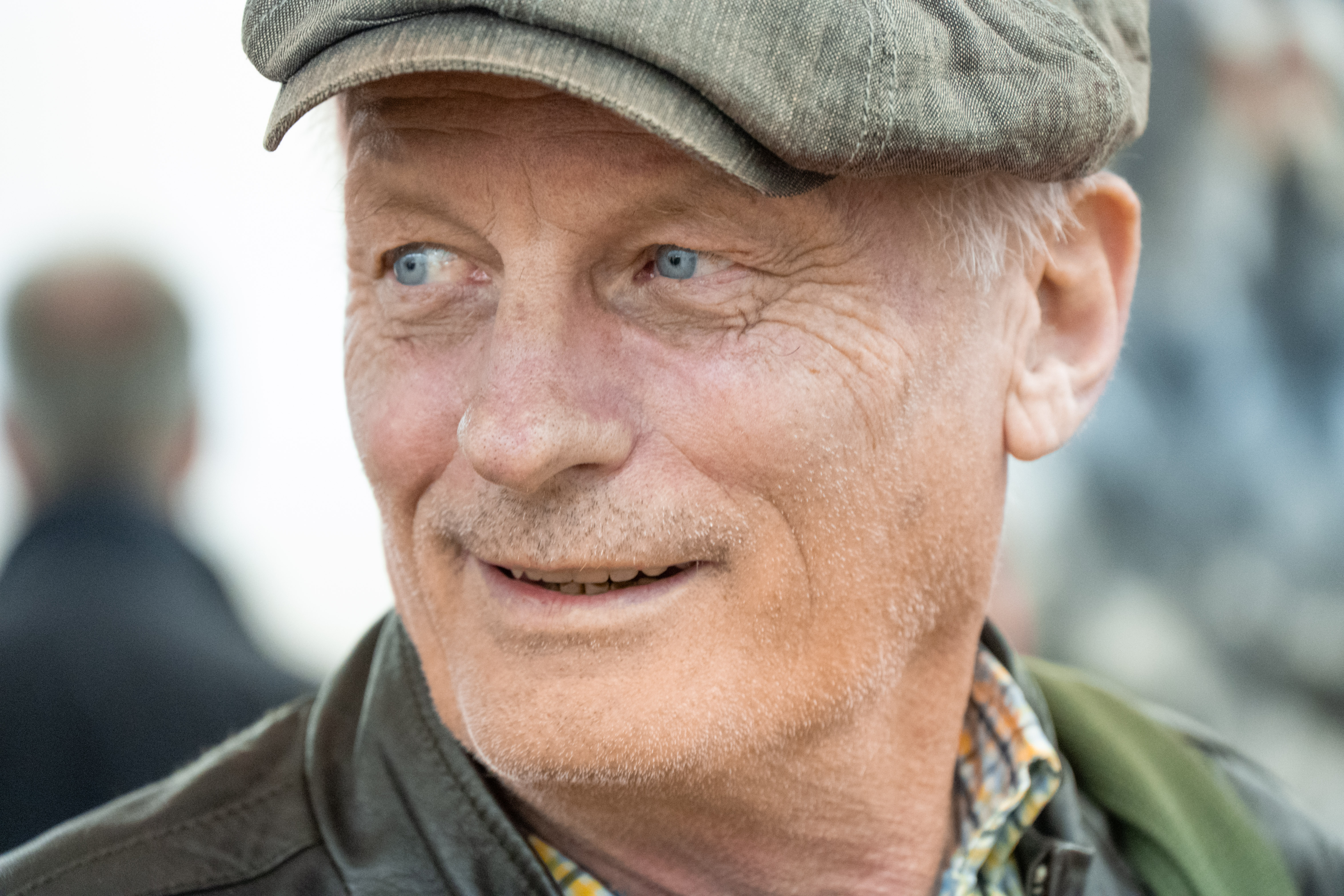
Christoph Auerböck (2025)

Christoph Franz Auerböck (* 1. Juli 1954 in Graz) ist ein österreichischer Ethnologe und Historiker.

## Leben
Auerböck studierte und promovierte an der Universität Wien.
Sein Schwerpunkt ist die Museumsberatung. Als Kurator war bzw. ist er beispielsweise am Schloss Trautenfels, bei der Steirische Landesausstellung 2005, dem Landesmuseum Joanneum und Privatmuseen tätig.
Er lebt und arbeitet in Altaussee. Auerböck hat zwei erwachsene Töchter.

## Veröffentlichungen (Auswahl)
- Das Schwe(a)igen der Almen. Eine ethnographische Wanderung über das Hochplateau des östlichen Dachstein, Diplomarbeit 2001[3]
- Drei Tag gemma neama hoam: Ausseer Fasching – Hofnarr Joseph Fröhlich, Verlag Jesina, Wien 2005 ISBN 3-902216-18-2
- Ausseer Fasching – eine ethnologische Betrachtung. Dissertation, Universität Wien 2009, doi:10.25365/thesis.7618.
- Die Passion eines Sammlers: HCW Privatmuseum Altaussee, Verlag Jesina, Wien 2013 ISBN 978-3-902216-46-5
- Konsum Ausseerland – eine Wirtschaftsgeschichte. In: „Da schau her“ Trautenfels 1/2022 S. 14–16.

Wilhelm Kienzl. Eine Erinnerung; Begleitbroschüre zur Sonderausstellung; Schriftenreihe des Kammerhofmuseums Bad Aussee, Bad Aussee 2018
Sowie diverse Artikel über Bräuche und Architektur in Fachzeitschriften, Artikel in Wirtschaftsmagazinen.